# Función automórfica
Una función automórfica, en matemáticas, es una función en un espacio que es invariante bajo la acción de algún grupo; en otras palabras, una función en el espacio cociente. Habitualmente el espacio es una variedad compleja y el grupo es un grupo discreto.

## Ejemplos
- Grupo kleiniano
- Función elíptica modular
- Función modular